# اورهو ککونن
اورهو ککونن (انگلیسی: Urho Kekkonen؛ زاده ۳ سپتامبر ۱۹۰۰ – درگذشته ۳۱ اوت ۱۹۸۶) یک سیاست‌مدار اهل فنلاند بود که بین سال‌های ۱۹۵۶ تا ۱۹۸۲ رئیس‌جمهور فنلاند بود. اورهو ککونن در ۳۱ اوت ۱۹۸۶ سه روز پیش از ۸۶ سالگی‌اش درگذشت.